# 1934 في تركيا
فيما يلي قوائم الأحداث التي وقعت خلال عام 1934 في تركيا.

## أحداث
- 1 يوليو – بوغروم تراقيا 1934

## مواليد

### يناير
- 1 يناير – توران دورسون[1]

### مارس
- 7 مارس – أكرم بورا ممثل تركي.

## وفيات

### أغسطس
- 16 أغسطس – محمد عبد العزيز الرفاعي (مواليد 1872)